# Pont dels Pelegrins
El pont dels Pelegrins (en francès: pont des Pèlerins) és un pont medieval edificat sobre el riu Boralde de Sench Èli d'Aubrac, situat a la comuna francesa de Sench Èli d'Aubrac, a la regió d'Occitània.
El pont es troba en la via Podiensis, una de les vies a França de la ruta de peregrinació a Santiago de Compostel·la. Des de 1998, és un dels béns individuals inclosos en la denominació «Camins de Santiago de Compostel·la a França», inscrit en el Patrimoni de la Humanitat de la UNESCO (n.º ref. 868-042). També està inscrit com a monument històric de França des del 10 d'agost de 2005.
Té dos arcs i en el parapet es troba una creu de terme. A la base hi ha un baix relleu representant un pelegrí vestit amb la seva capa i bastó.

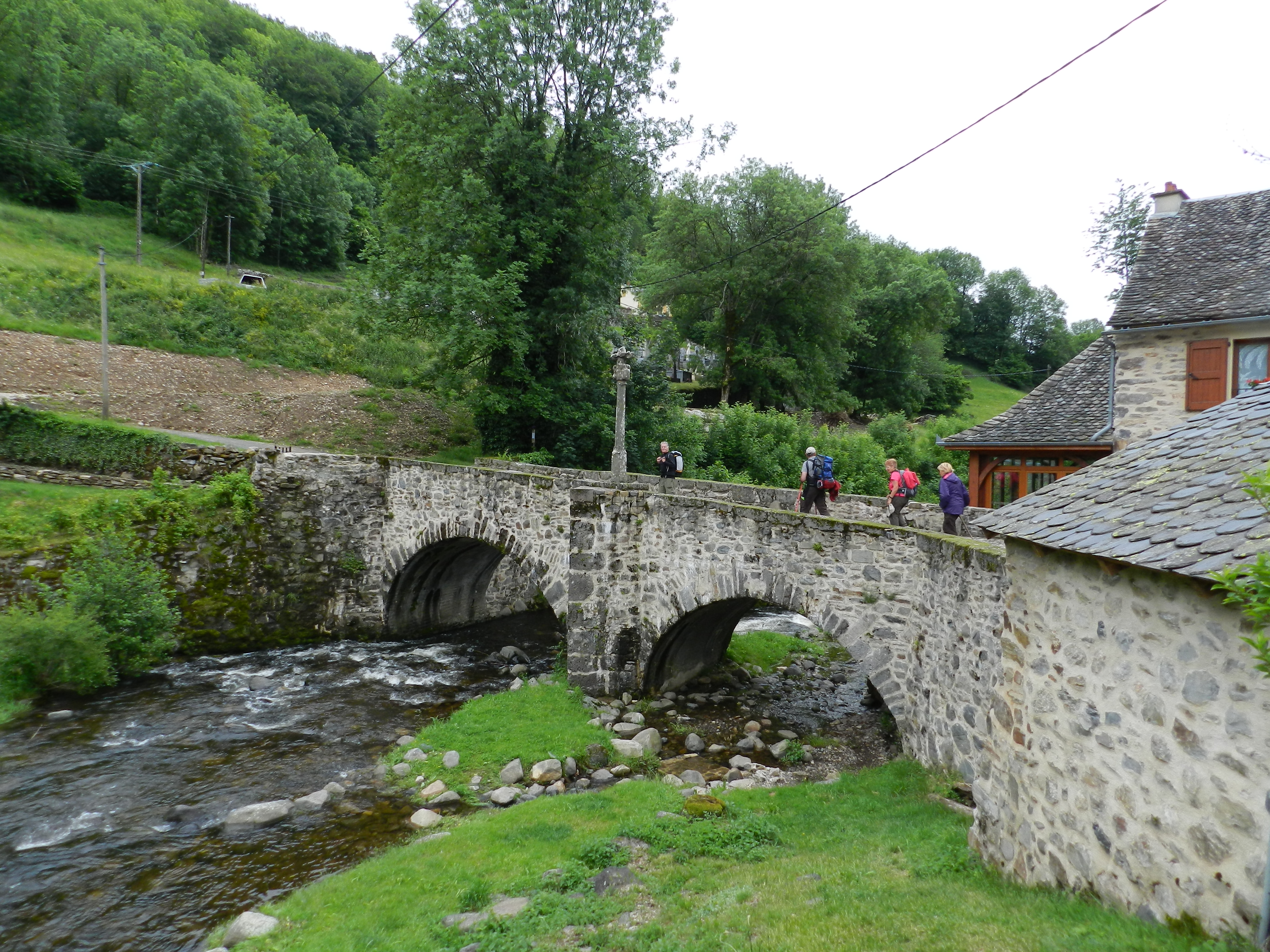
Vista general del pont amb les dues arcades
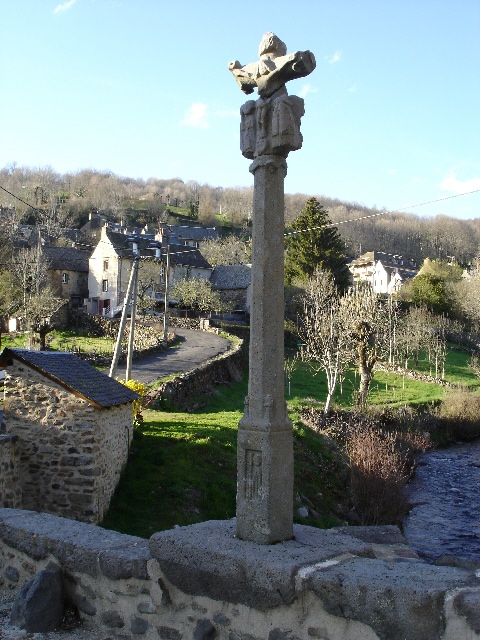
La creu de terme
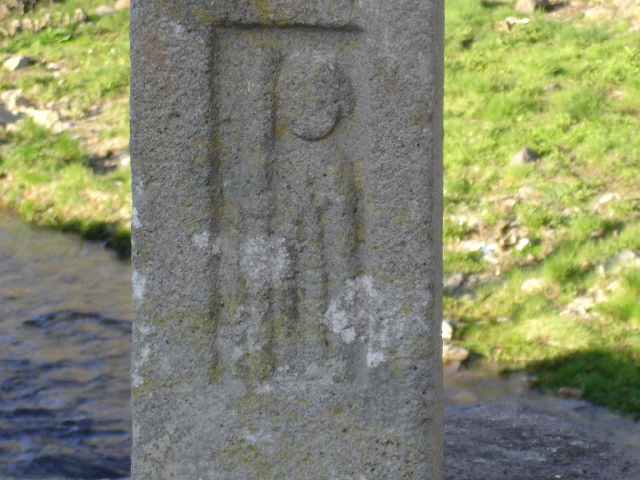
Relleu del pelegrí amb el bastó